# Anunciação de San Giovanni Valdarno (Fra Angelico)
A Anunciação de San Giovanni Valdarno é uma pintura do mestre italiano do início da Renascença Fra Angelico, pintada entre 1430 e 1432 em têmpera sobre painel. Faz parte de uma série de painéis da Anunciação pintados por Fra Angelico na década de 1430. As outras duas são a Anunciação de Cortona e a Anunciação (Museu do Prado).